# Lee Kwon-mu
Lee Kwon-Mu 리권무? (Manciuria, 1914 – 1986) è stato un generale nordcoreano, che durante la Guerra di Corea comando la 4ª Divisione e il I Corpo dell'Armata Popolare Coreana sul fronte del conflitto e ricevette le due più importanti decorazioni militari nordcoreane di Eroe della Repubblica e l'Ordine della Bandiera nazionale di I Classe, combatté anche tra le file del Partito Comunista Cinese durante la guerra civile cinese e la seconda guerra sino-giapponese.